# Gamma Columbae
Gamma Columbae (γ Col) es una estrella de la constelación de Columba de magnitud aparente +4,35.
Pese a llevar la denominación de Bayer «Gamma» —tercera letra del alfabeto griego—, es sólo la sexta estrella más brillante en su constelación.
Se encuentra, de acuerdo a la paralaje corregida del satélite Hipparcos (3,788 milisegundos de arco), a 860 años luz de distancia del sistema solar.
Gamma Columbae es una subgigante blanco-azulada de tipo espectral B2.5IV.
Su temperatura efectiva es de 19.525 K y su luminosidad bolométrica —en la totalidad de longitudes de onda— es 7550 veces mayor que la luminosidad solar.
Tiene un radio 4,8 veces más grande que el del Sol y gira sobre sí misma con una velocidad de rotación proyectada de 96 km/s.
Su masa está comprendida entre 8,45 y 9,0 masas solares por lo que está en el límite por encima del cual las estrellas finalizan su vida explosionando violentamente en forma de supernova.
Aunque ya ha abandonado la secuencia principal, su edad es de sólo 23,6 ± 0,2 millones de años.
En cuanto a su variabilidad, Gamma Columbae podría ser una variable Beta Cephei —semejante a Decrux (δ Crucis)— pero también se la ha considerado candidata a «estrella B pulsante lenta» (SPB), como 53 Persei o τ Herculis.
Ninguno de los dos extremos anteriores ha sido confirmado.